# Villers-Farlay
Villers-Farlay é uma comuna francesa na região administrativa de Borgonha-Franco-Condado, no departamento de Jura. Estende-se por uma área de 10,04 km². Em 2010 a comuna tinha 682 habitantes (densidade: 67,9 hab./km²).